# Myceense paleizenbouw
De Myceense kantons werden geregeerd door vaak rijke koningen. De rijkste van hen lieten in de kantonhoofdstad een paleis voor zich bouwen. De beroemdste voorbeelden van Myceense paleizenbouw staan in Mycene, Tiryns en Pylos. Van deze paleizen zijn nog resten te vinden. Geen van de paleizen uit deze steden is volledig bewaard gebleven, er zijn meestal alleen nog maar funderingen of delen van muren van de gebouwen te vinden.

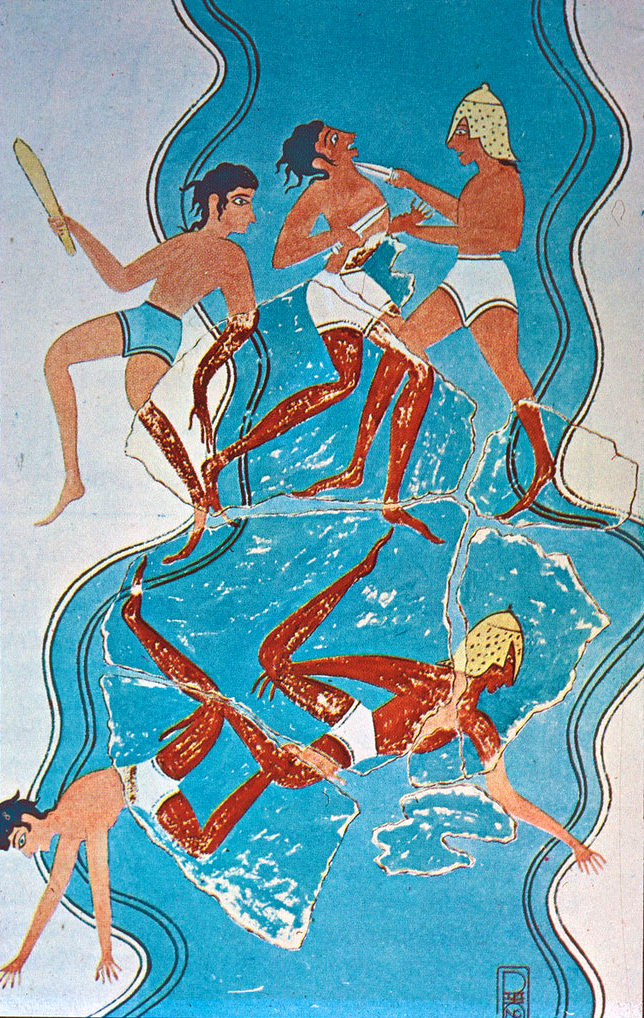
Fresco uit het paleis van Nestor (reconstructie) met een gevecht

## Paleizenbouw
Het Myceense paleis was over het algemeen opgebouwd uit verschillende gebouwen.
Zover men weet waren Myceense paleizen hetzelfde gebouwd als de huizen. De fundering en onderste muren waren van stenen en de bovenbouw was van hout en pleisterwerk.
De paleizen waren vaak symmetrisch en als volgt opgebouwd. De paleizen bestonden uit een representatieve gedeelte met ontvangstzalen etc. en om dit deel heen liggende woonvertrekken.
Er liep een hellingbaan naar het paleis. Men liep het paleis binnen via een poortgebouw. Als men doorliep kwam men op een binnenplaats, die in open verbinding stond met de buitenlucht en het voorhof was van het megaron. Liep men nog iets verder dan kwam men eerst in een soort galerij die direct in contact stond met de binnenplaats en dan in een soort voorhal die als ingang diende tot een grote zaal, het megaron.
De paleizen hadden over het algemeen meerdere verdiepingen, van de verdiepingen is bij Myceense paleizen niets terug te vinden.

#### Het Megaron
Het megaron was een grote vierkante of rechthoekige ruimte, die vaak diende als troonzaal. Midden in deze ruimte bevond zich een haard, die waarschijnlijk werd gebruikt tijdens offers. Boven deze haard zat een gat in het plafond waardoor de rook kon ontsnappen en waardoor tegelijk ook licht naar binnen viel. Het gat in het plafond kwam uit op de tweede verdieping. Boven op de verdieping stond een lantaarn met daarin ramen ter ontluchting en verlichting. Boven op de lantaarn bevond zich vaak een houten dakje of koepeltje. Op de tweede verdieping kon met vanaf de rondgang in de lantaarn het megaron inkijken.
Rond de haard stonden vier zuilen. Het megaron was prachtig versierd. Op de muren waren fresco’s te zien uitgevoerd in heldere kleuren en ook de vloer was voorzien van versiering, deze was gepleisterd in verschillende kleuren. Ook de houten plafonds waren waarschijnlijk voorzien van versieringen, hiervan is echter niets terug te vinden omdat al het houtwerk in de Myceense steden door Dorisch vuur zijn verwoest.
Het megaron diende als troonzaal en ontvangstzaal. Tegen een zijmuur (vaak de rechterzijmuur) stond de troon van de koning.

#### De rest van het paleis
Rond dit geheel van ontvangstruimten lagen de verblijven van de koninklijke familie en gasten. De meeste slaapvertrekken hadden een eigen badkamer met ligbad. Ook bevonden zich rondom het megaron magazijnen en opslagplaatsen.
De verdieping van het paleis, het hyperoon, was voor de vrouwen. Hier bevonden zich hun woon- en slaapvertrekken.
Ook bevonden zich op de benedenverdieping naast woon- en slaapvertrekken en opslagkamers ook werkplaatsen en kamers voor de wacht. In de werkplaatsen werden vooral spijkers, wapens en kleding gemaakt. Ook waren er keukens.

## Het paleis van Pylos "Nestor"
Het karakteristiekste paleis uit de Myceense oudheid is dat van Pylos. Het wordt toegeschreven aan koning Nestor.
Het paleis is zo’n 40 meter lang. Het entreeportaal van de hoofdingang wordt gekenmerkt door een zuil in het midden van de opening. Ook aan de andere kant van de entreedeur was zo’n poorthal met één zuil. Achter de entree ligt het voorhof met daaraan een galerij met twee zuilen. Erachter ligt het voorvertrek met doorgangen aan vier zijden en daarachter het megaron.
Het megaron van het paleis van Pylos is 12 meter lang en 10 meter breed. Het megaron heeft net als alle koningspaleizen vier zuilen, een haard en rijke versieringen. Midden aan de rechterkant van het megaron stond de troon van de koning.
Via gangen rond het centrale deel van het paleis waren de overige vertrekken bereikbaar. Deze gangen waren bereikbaar via een tweede ingang, die op dezelfde manier was opgebouwd als de hoofdingang van het paleis. Langs de zijkanten lagen de woon- en slaapvertrekken en achter het megaron bevonden zich magazijnen en opslagkamers.
De tweede verdieping was de verdieping voor de vrouwen.
Verder zijn er nog een aantal andere belangrijke vertrekken door archeologen gedefinieerd. Aan de linkerkant van de binnentuin bevonden zich een wachtkamer en een kleine keuken. De opslagkamers achter het megaron waren voor de opslag van olijfolie, hier zijn veel kruiken teruggevonden. Aan de noordoostkant van het paleis bevond zich een tweede megaron, de zogenaamde Koninginnehal, ook dit megaron had een voorportaal. De kamers rechts van het grote megaron waren waarschijnlijk slaapkamers, ook bevond zich daar een grote badkamer. Het zuidwestelijke gedeelte van het paleis is al vroeg verwoest en had al snel plaats gemaakt voor andere gebouwen, hier bevonden zich voor de verwoesting een voorhof, een voorhal en een troonzaal. Het noordoostelijke gebouw diende zeer waarschijnlijk als wapenarsenaal omdat er daar veel bronzen pijlpunten zijn teruggevonden. Ten slotte bevond zich aan de noordwestkant van het paleis een grote wijnkamer.

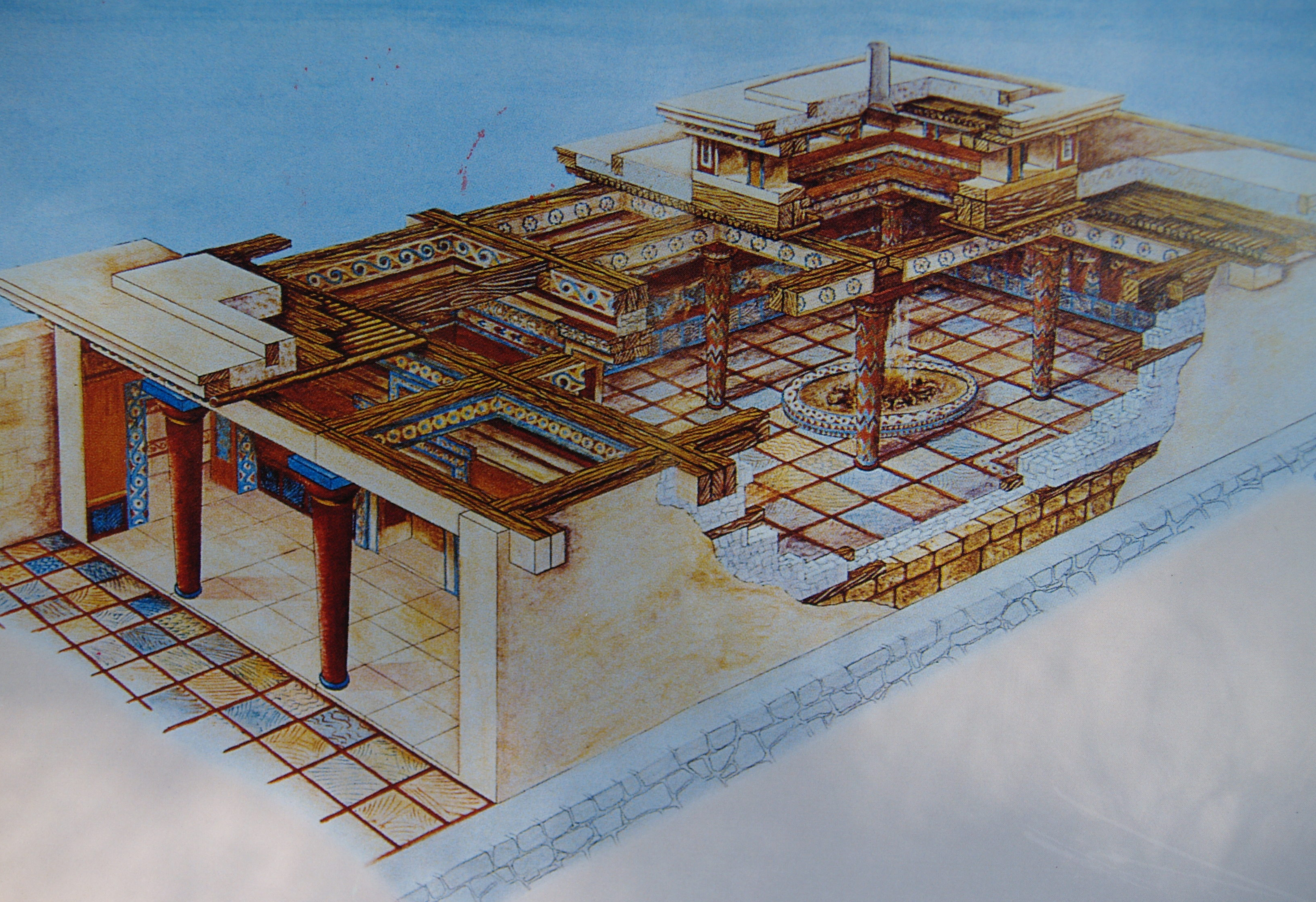
Reconstructie van het paleis van Mycene

## Het paleis van Mycene
Het paleis van Mycene is wat betreft overblijfselen niet zo een goed voorbeeld voor de Myceense architectuur, er is nog maar weinig van over en het paleis is niet zo uitgebreid als dat van Pylos. Het paleis van Mycene is niet erg symmetrisch en het standaardmodel is hier en daar wat aangepast.
Het paleis is in verschillende fasen gebouwd tussen 1400 en 1200 v.Chr. Het staat midden op de burcht van de stad. De toegang naar het paleis is via een grote trap aan de zuidwestkant van het gebouw. Het heeft net als alle Myceense paleizen een voorhof, een galerij met twee zuilen, een voorportaal en een standaard megaron met een grootte van 11,5 bij 13 meter. De vuurplaats in het midden van het megaron had een doorsnede van 3,4 meter.
Rond het paleis bevonden zich de overige vertrekken.

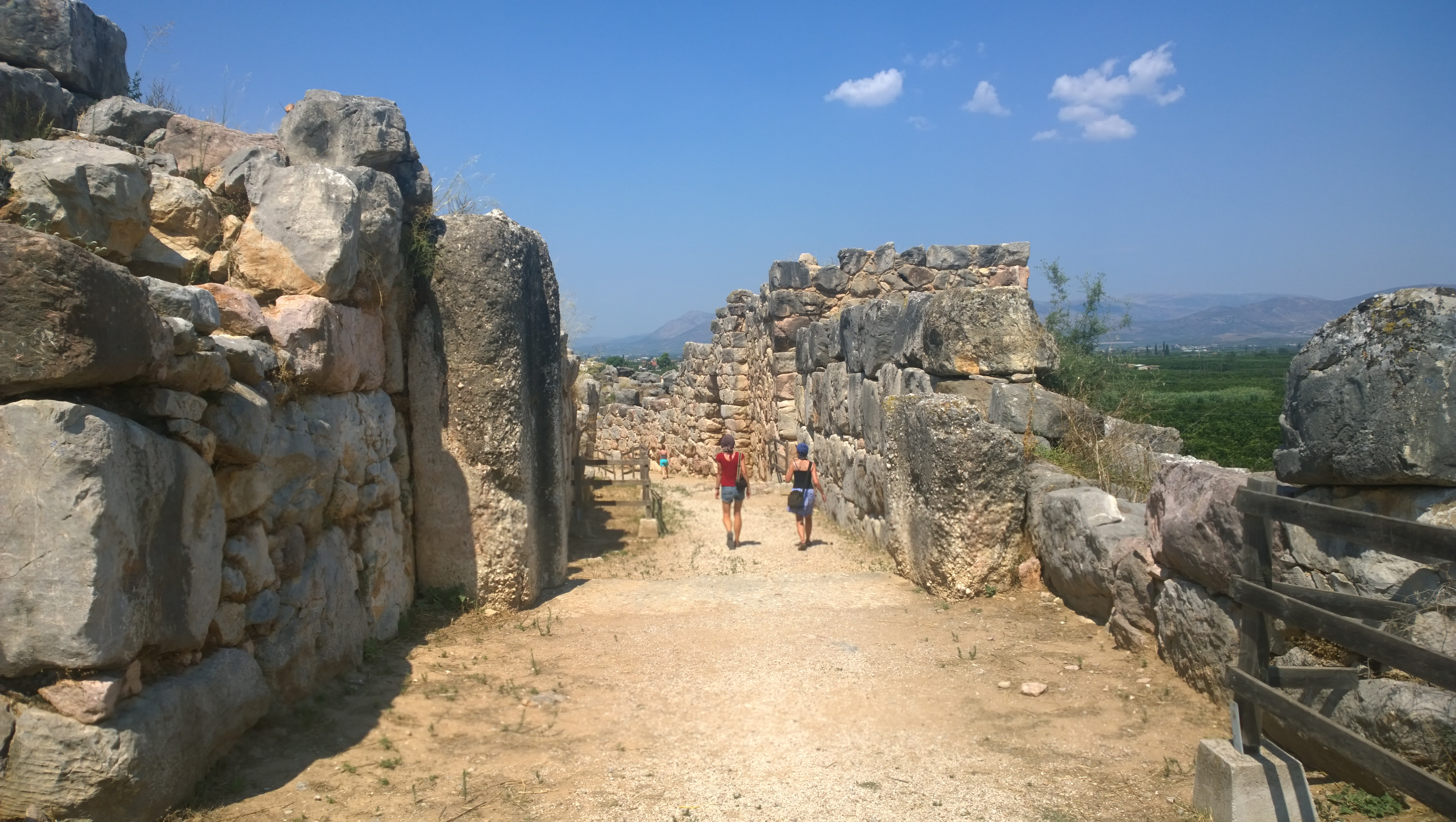
Ingang van het paleis van Tiryns

## Het paleis van Tiryns
Samen met het paleis van Pylos is het paleis van Tiryns het beste voorbeeld van de Myceense paleizenbouwkunst. Het paleis komt ergens uit de 14e of 13e eeuw v.Chr., onder de resten van het paleis liggen de resten van een paleis uit de 1600 v.Chr. Bijna het hele zuidelijke gedeelte van de burcht van Tiryns wordt bezet door het paleis. Het hoofdgebouw van het paleis is bereikbaar via een groot voorhof vóór het gebouw. De opbouw van het megaron en het gedeelte daarvoor is hetzelfde als bij het paleis van Pylos. Het paleis had aan de rechterkant van het grote megaron nog een apart megaron voor vrouwen, net als in Pylos.